# Donsvlinders
De donsvlinders of borstelrupsvlinders (Lymantriinae) zijn een onderfamilie van de familie spinneruilen (Erebidae), met ongeveer 2500 bekende soorten in alle delen van de wereld.
De onderfamilie telt 5 tribus: Arctornithini, Leucomini, Lymantriini, Nygmiini en Orgyiini.

## Taxonomie
In 2005 en 2006 is een flinke discussie ontstaan over de indeling van de Noctuoidea. In 2010 resulteerde dit erin om de familie van de beervlinders tot onderfamilie van de spinneruilen (Erebidae) te maken, teneinde te komen tot een stabiele en monofyletische indeling. Deze indeling kan inmiddels op brede steun rekenen onder taxonomen en werd bijvoorbeeld door Van Nieukerken et al. overgenomen in hun overzicht van 2011.

## Kenmerken
De volwassen exemplaren van deze familie zijn klein tot middelgroot en eten niet meer. Ze hebben gewoonlijk schutkleuren als bruin en grijs, hoewel sommigen wit zijn. De naam donsvlinders geeft al aan dat ze erg harig zijn. Ook de larven zijn sterk behaard. Bij enkele soorten zoals de witvlakvlinder (Orgya antiqua) zijn de vleugels van de vrouwelijke vlinders sterk gereduceerd, deze soorten vliegen niet meer. De vleugelspanwijdte varieert van 2 tot 6 cm.

## Verdediging
Van veel soorten breken de haren gemakkelijk af, wat een zeer irritant gevoel op de huid geeft (brandharen). Deze uiterst effectieve verdediging behoudt de mot gedurende het gehele leven: de haren worden in de pop opgenomen vanwaar ze door het volwassen vrouwtje verzameld en opgeslagen worden aan de top van de buik. Ze worden dan gebruikt voor de camouflage en bescherming van de eitjes. Bij de rupsen zijn de haren gebundeld in penseelvormige plukjes op de rug, zijkant en achterzijde.

## Voortplanting
Het verpoppen gebeurt vaak in een spinsel waarin een hele kolonie is ondergebracht. Ook komen er soorten voor waarbij de vlinders wel in aparte cocons verpoppen, maar deze cocons in kolonies voorkomen. Vanuit hun kolonies gaan de jonge larven soms op voedseljacht, maar keren hier dan ook weer terug. De eieren worden in klompjes op de bast van de waardplant gelegd.

## Verspreiding en leefgebied
Deze familie komt wereldwijd voor op loofbomen, naaldbomen en struiken.

## Enkele geslachten
(Indicatie van aantallen soorten per geslacht tussen haakjes)
- Abakabaka (2)
- Abynotha (3)
- Aclonophlebia (21)
- Acyphas (6)
- Adetoneura (1)
- Albarracina (3)
- Alina (5)
- Allotoma (1)
- Amphekes (1)
- Anexotamos (1)
- Ankova (2)
- Aphomoeoma (1)
- Arctornis (139)
- Argyrostagma (1)
- Arna (10)
- Aroa (46)
- Artaxa (20)
- Aruta (2)
- Axiologa (1)
- Barlowia (3)
- Barobata (1)
- Bazisa (1)
- Bembina (6)
- Bicelluphora (1)
- Bifurca (1)
- Birnara (1)
- Blazia (1)
- Bracharoa (11)
- Cadorela (1)
- Cadurca (3)
- Caelicola (1)
- Caragolina (1)
- Carpenterella (3)
- Carriola (6)
- Casama (7)
- Caviria (17)
- Cifuna (4)
- Cimola (1)
- Cispia (9)
- Clethrogyna (3)
- Collenettema (15)
- Conigephyra (12)
- Coniortodes (1)
- Cozola (16)
- Creagra (4)
- Cropera (16)
- Croperoides (1)
- Crorema (19)
- Croremopsis (1)
- Choerotricha (3)
- Chrysocyma (5)
- Daplasa (1)
- Dasorgyia (4)
- Dasychira Hübner, 1809 (557)
- Dasychirana (3)
- Dasychiroides (2)
- Dasychoproctis (8)
- Decelleria (1)
- Dendrophleps (4)
- Desmoloma (6)
- Dicallomera Butler, 1881 (2)
- Dicranuropsis (1)
- Dura (28)
- Dyasma (1)
- Eala (2)
- Ela (1)
- Eloria (69)
- Eopirga (3)
- Epeuproctis (1)
- Erika (1)
- Etobema (8)
- Eudasychira (38)
- Euproctidion (9)
- Euproctilla (6)
- Euproctillina (1)
- Euproctillopsis (1)
- Euproctis Hübner, 1819 (616)
- Euproctoides (8)
- Fanala (2)
- Gallienica (16)
- Gissarus (1)
- Grammoa (2)
- Griveaudyria (15)
- Gynaephora (4)
- Habrophylla (1)
- Halseyella (1)
- Hemerocampa (17)
- Hemerophanes (7)
- Heptatosis (1)
- Heracula (1)
- Heteronygmia (7)
- Himala (1)
- Homaroa (4)
- Homochira (6)
- Homoeomeria (8)
- Hyaloperina (4)
- Icta (2)
- Ijacossus (3)
- Ilema (12)
- Imaus (2)
- Iropoca (1)
- Ivela (1)
- Jabaina (12)
- Jacksonia (1)
- Jacksoniana (1)
- Kanchia (1)
- Kintana (1)
- Knappetra (2)
- Kunusara (1)
- Labordea (7)
- Lacida (5)
- Lacipa (37)
- Lachana (1)
- Laelaroa (2)
- Laelia (150)
- Laeliolina (3)
- Laelioproctis (3)
- Lanitra (2)
- Lepidolacipa (1)
- Lepidopalpus (1)
- Leptaroa (5)
- Leptepilepta (3)
- Leptocneria (3)
- Leucoma (67)
- Leucoperina (2)
- Liparodonta (2)
- Locharna (3)
- Lomadonta (11)

- Lymantica (28)
- Lymantria Hübner, 1819 (198)
- Lymantriades (35)
- Macrolaelia (1)
- Madema (1)
- Mahoba (2)
- Marbla (4)
- Marblepsis (23)
- Mardara (3)
- Masoandro (5)
- Medama (4)
- Melgona (1)
- Micraroa (2)
- Micromorphe (6)
- Morasa (1)
- Mpanjaka (37)
- Mylantria (1)
- Naroma (4)
- Neoliparina (1)
- Neomardara (2)
- Neorgyia (2)
- Noliproctis (5)
- Nolosia (1)
- Numenes (10)
- Numenoides (3)
- Nygmia (42)
- Ocneria (7)
- Ocnerogyia (1)
- Ogoa (9)
- Olapa (24)
- Olene (7)
- Oligeria (1)
- Opoboa (5)
- Orana (3)
- Orgyia Ochsenheimer, 1810 (55)
- Orithrepta (1)
- Orvasca Walker, 1865 (24)
- Otroeda (11)
- Palasea Wallengren, 1863 (11)
- Pantana (31)
- Papuaroa (1)
- Paqueta (6)
- Parabatella (1)
- Parakanchia (3)
- Paramarbla (16)
- Parapellucens (2)
- Parapirga (1)
- Paraproctis (4)
- Paraxena (3)
- Parocneria (15)
- Parvaroa (4)
- Peloroses (2)
- Pellucens (6)
- Pendria (2)
- Penthophera (3)
- Perina (6)
- Phreata (2)
- Pida (3)
- Pirga (12)
- Pirgula (12)
- Polymona (3)
- Porthesaroa (14)
- Porthmeia (3)
- Psalis (6)
- Pseudarctia (1)
- Pseudobazisa (6)
- Pseudogenusa (2)
- Pseudolabis (1)
- Pseudonotodonta (1)
- Pseudostracilla (1)
- Psilochira (5)
- Pteredoa Hampson, 1905 (9)
- Pyramocera (1)
- Pyrrhopteryx (2)
- Radamaria (4)
- Rahona (20)
- Repena (1)
- Rhodesana (2)
- Rhypopteryx (48)
- Rhypotoses (15)
- Rivotra (7)
- Ruanda (5)
- Salvatgea (6)
- Sankurua (1)
- Sarsina (7)
- Scaphocera (2)
- Schalidomitra (1)
- Sevastopuloa (1)
- Sirana (3)
- Sitvia (3)
- Somatoxena (1)
- Somena (4)
- Soreutoneura (1)
- Sphrageidus (9)
- Sphragista (3)
- Staetherinia (7)
- Stenaroa (5)
- Stilpnaroma (4)
- Stilpnotia (9)
- Stracena (21)
- Stracilla (3)
- Sundaroa (7)
- Sychnacedes (3)
- Synogdoa (5)
- Takashachia (1)
- Tamsita (2)
- Tearosoma (2)
- Telochurus (2)
- Terphothrix (38)
- Tessmannia (1)
- Thagona (7)
- Thambeta (1)
- Theriophila (1)
- Topomesiodes (1)
- Topomesoides (1)
- Toxoproctis (27)
- Turlina (1)
- Urocoma (1)
- Usimbara (2)
- Varatra (1)
- Varmina (1)
- Viettema (2)
- Vietteria (1)
- Viridichira (4)
- Viridichirana (2)
- Vohitra (2)
- Volana (8)
- Zavana (2)